# 石確 (弘治進士)
石確（1455年—？），字德堅，直隸真定府藁城縣人，民籍，明朝政治人物。

## 生平
順天府鄉試第六十名舉人。弘治六年（1493年）中式癸丑科會試第一百四十二名，三甲第一百九十二名進士。官吏部郎中，正德四年（1509年）三月考察以有疾致仕。

## 家族
曾祖石友忠；祖父石鼎；父石瑛，母鄧氏。